# 長野県議会議員妻殺害事件
長野県議会議員妻殺害事件（ながのけんぎかいぎいんつまさつがいじけん）は、2021年（令和3年）9月28日から翌29日にかけて長野県塩尻市で発生した殺人事件。
自民党県議団に所属する長野県議会議員だった丸山大輔の妻が殺された。長野県警察は2022年11月28日に丸山を殺人容疑で逮捕し、長野地方検察庁が同年12月20日に起訴し、長野地方裁判所本庁は2024年12月23日に懲役19年の判決を言い渡した。

## 概要
2021年9月28日深夜、長野県塩尻市の住宅で女性が殺害される事件が発生し、被害者は当時長野県議会議員だった丸山大輔の妻（当時47歳）であることが判明した。
妻の遺体は翌朝、自宅の金庫の前で倒れた状態で発見されたが、首には何者かに絞められた跡があり、周辺には足跡が残されていた。
事件から1年2ヶ月後の2022年11月28日、長野県警察は丸山を妻に対する殺人の容疑で逮捕。丸山は同年12月20日に殺人罪で起訴された。
事件当時、丸山は「長野市の議員会館に滞在していた」と証言しており、アリバイがあるとされていた。また、丸山は被害者遺族として報道機関などに「真相を解明してほしい」と訴えていた。
一方、警察の捜査によると、事件当日、丸山が普段使用する車が自動車ナンバー自動読取装置（Nシステム）を避けるように幹線道路や高速道路を通らずに脇道を走行し、長野市と塩尻市の自宅付近を移動する様子が防犯カメラに写っていたとされる。
2024年12月23日、長野地裁は丸山に懲役19年の判決を言い渡した。25日、丸山は判決を不服とし東京高等裁判所に控訴した。

## 被疑者
逮捕された丸山は、自民党県議団に所属する長野県議会議員であった（逮捕当時48歳）。丸山は慶應義塾大学を卒業後、死去した実父に代わって2002年に実家の老舗酒造「笑亀酒造」の社長に就任した。2015年に長野県議会議員選挙に塩尻市選挙区（定数2）から立候補して初当選し、2019年に2回目の当選を果たした。いずれもトップ当選だった。自民党県議団では第一副部会長を務めていた。
2022年12月18日、自民党県連は丸山を除名処分とした。
丸山は逮捕前の2022年10月、2023年4月の長野県議会議員選挙への立候補の意向を示していたが、告示日に立候補を届け出なかったため2023年4月30日、任期満了をもって議員を失職した。

## 時系列

### 2021年
- 9月28日・29日 - 事件発生。その後、遺体発見。

### 2022年
- 11月28日 - 夫で県議会議員の丸山が殺人容疑で逮捕される。
- 12月20日 - 丸山が殺人罪で起訴される。

### 2024年
- 12月23日 - 長野地裁が丸山に懲役19年の判決を言い渡す。
- 12月25日 - 丸山が判決を不服として東京高裁に控訴する。